# Traité de Fort Stanwix (1784)
Pour l’article homonyme, voir Traité de Fort Stanwix.

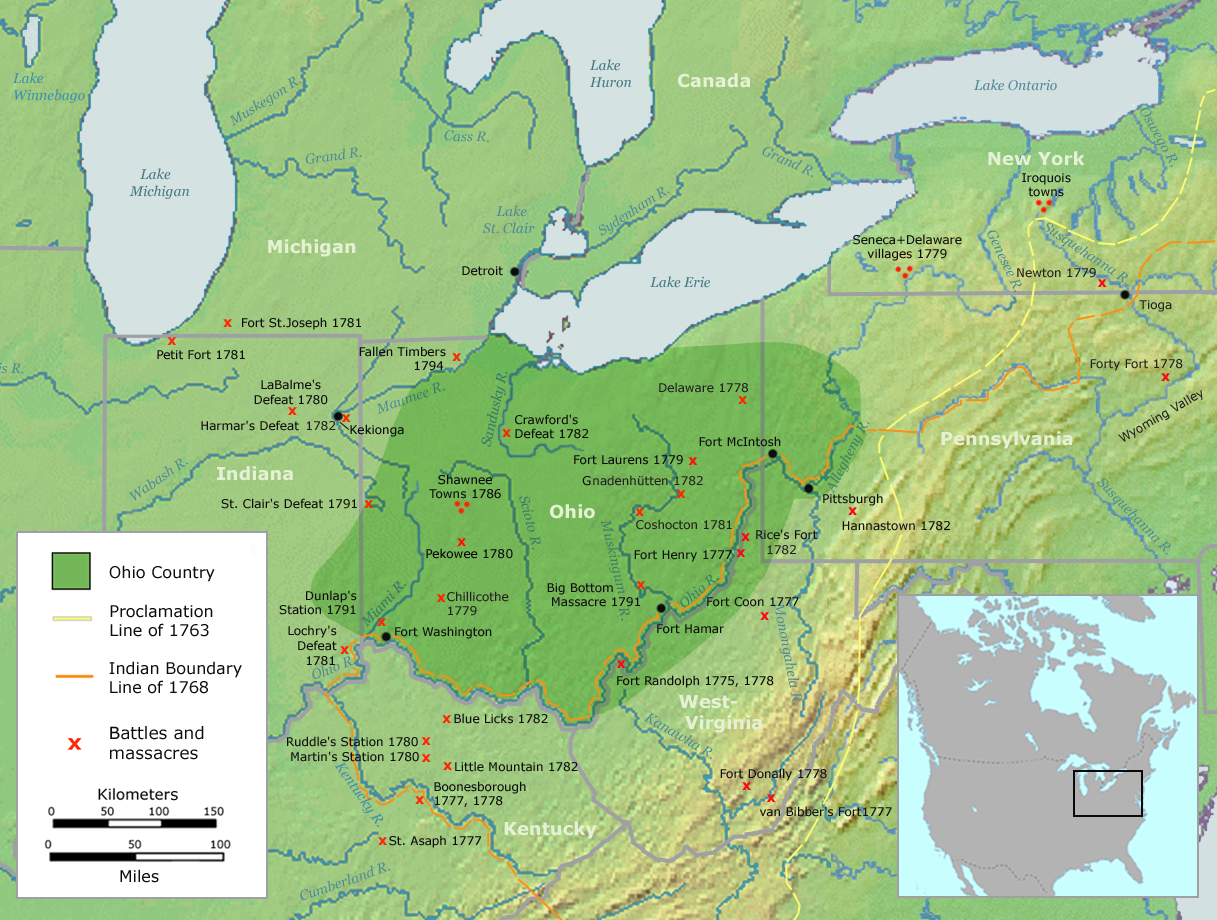
Localisation de la vallée de l'Ohio

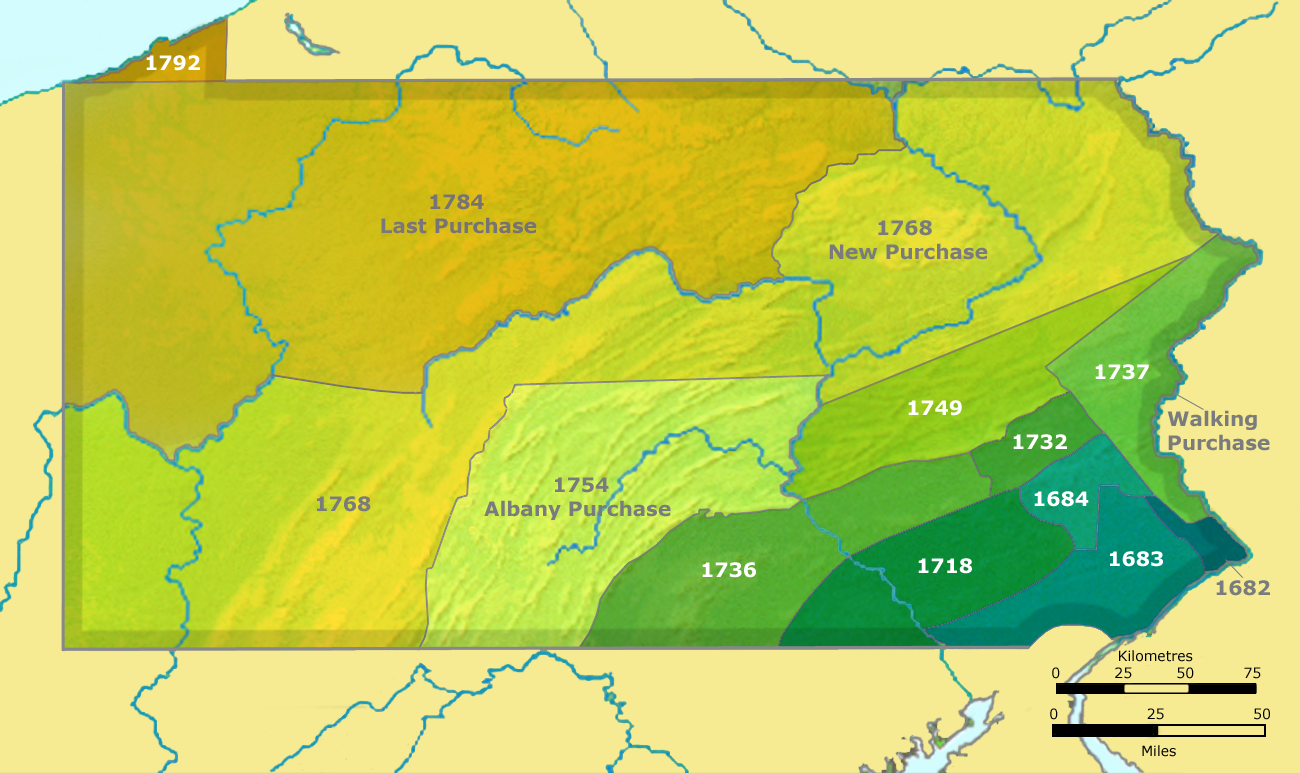
Carte montrant la Pennsylvanie et le territoire impliqué dans l'achat de 1784, « Last Purchase ».

Le traité de Fort Stanwix est un traité signé en octobre 1784 au fort Stanwix, situé dans l'actuel Rome, entre les États-Unis et les Amérindiens. Il est l'un de plusieurs traités entre les Amérindiens et les États-Unis après la victoire américaine dans la guerre d'indépendance des États-Unis.
Le traité servit de traité de paix entre les Iroquois et les Américains, puisque les Amérindiens avaient été ignorés dans le traité de Paris. Joseph Brant était le principal représentant amérindien au début des négociations. Il dit « Mais nous devons vous faire observer que nous sommes envoyés afin de faire la paix, et que nous ne sommes pas autorisés à stipuler aucune cession de terres. » Brant dut partir avant la fin des négociations pour un voyage prévu en Angleterre. Les principaux représentants amérindiens qui signèrent le traité furent Cornplanter et capitaine Aaron Hill. Dans ce traité, la Confédération des Iroquois cède toutes demandes sur le territoire de l'Ohio, une bande de terre le long du Niagara, et de toutes terres à l'ouest de l'embouchure du Buffalo. En Pennsylvanie la terre acquise dans ce traité est connue comme le « Last Purchase ».
Les Iroquois de l'embouchure du Buffalo refusèrent de ratifier le traité, niant que leurs délégués avaient le pouvoir de donner de telles étendues de terre. Ils demandèrent aux Américains le retour des contrats et leur promirent de leur garantir le retour de tous les présents qu'ils avaient donnés. La Confédération de l'Ouest désavoua également le traité parce que la plupart des Iroquois n'habitaient pas dans le territoire de l'Ohio. Les indigènes de l'Ohio, y compris les Shawnees, les Mingos, les Lenapes, et plusieurs autres tribus rejetèrent le traité.